# Weißdornblättriger Apfel

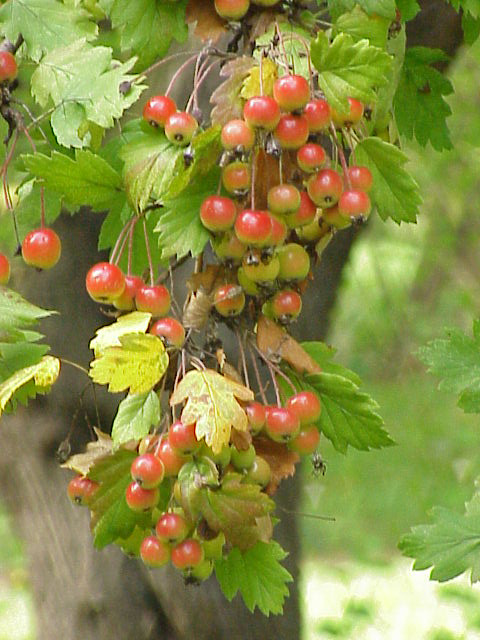
Früchte und Blätter

Der Weißdornblättrige Apfel (Malus florentina) ist eine Art aus der Gattung der Äpfel (Malus) innerhalb der Rosengewächse.

## Beschreibung
Der Weißdornblättrige Apfel ist ein kleiner, rundlicher Baum. Die Zweige sind zottig behaart. Die Blätter sind gelappt wie bei Weißdornen. Im Herbst färben sie sich orange-scharlachrot. Je 2 bis 6 Blüten sind in zottig behaarten Blütenständen angeordnet. Die Blüten sind 2 Zentimeter breit und weiß. Die Pflanze blüht reich. Die Früchte haben einen Durchmesser von 1 Zentimeter und sind breit elliptisch und rot. Das Fruchtfleisch enthält Steinzellen.
Die Blütezeit reicht von Mai bis Juni.

## Verbreitung
Der Weißdornblättrige Apfel kommt in Italien, dem südlichen Teil des ehemaligen Jugoslawien, Griechenland und der Türkei vor. In Mitteleuropa wird er selten in geschützten Lagen als Zierpflanze genutzt.

## Systematik
Der Weißdornblättrige Apfel wird innerhalb der Gattung Malus in die Untergattung Florentinae gestellt, deren einziger Vertreter er ist. Er steht in einem Schwestergruppenverhältnis zum Libanesischen Wildapfel (Malus trilobata), jedoch sind beide Arten deutlich voneinander getrennt. Vormals galt der Weißdornblättrige Apfel als eine Kreuzung aus Holz-Apfel (Malus sylvestris) und Elsbeere (Sorbus torminalis) und damit als Gattungsbastard mit dem wissenschaftlichen Namen Malosorbus × florentina (Zucc.) Browicz. Auch davor war seine systematische Stellung lange unklar, er wurde unter anderem in die Gattungen Crataegus (als Crataegus florentina Zucc.), Pyrus (als Pyrus florentina (Zuccagni) Targ. Tozz.) und Sorbus (als Sorbus florentina (Zucc.) Hedlund) gestellt.

## Belege
- Herfried Kutzelnigg: Maloideae. In: Hans. J. Conert u. a. (Hrsg.): Gustav Hegi. Illustrierte Flora von Mitteleuropa. Band 4 Teil 2B: Spermatophyta: Angiospermae: Dicotyledones 2 (3). Rosaceae 2. Blackwell 1995. ISBN 3-8263-2533-8